# 영서역
영서역(迎曙驛)은 조선시대에 양주군과 주변 지역을 관할하던 역참의 하나이다. 관할 지역은 양주, 고양. 파주. 장단, 개성, 덕풍 등이며 본역은 양주에 있었다. 본역인 양주군에는 6품 찰방이 파견되었다.